# جاكوب بيرغمان
جاكوب بيرغمان (بالسويدية: Jakob Bergman)‏ هو لاعب كرة قدم سويدي، ولد في 2 يناير 1996. لعب مع أي كي سيريوس.

## وصلات خارجية
- جاكوب بيرغمان على موقع اتحاد السويد (السويدية)
- جاكوب بيرغمان على موقع قاعدة بيانات كرة القدم.إي يو (الإنجليزية)